# 柯孟融
柯孟融（Kevin Ko，1983年10月27日—），台灣導演。學生時代便以短片《鬼印》轟動一時，大學畢業後2009年執導恐怖電影《絕命派對》進軍大銀幕。2022年執導驚悚恐怖電影《咒》獲得叫好又叫座的亮眼成績，於串流平台上架後，在台灣、日本、香港、新加玻、印尼、越南等多國登上收視冠軍，亦為首部進入Netflix全球排名前十的台灣電影，最高紀錄搶進Netflix全球電影榜第3名，創下歷史紀錄。其作品被譽為台灣近年來收視成效最佳影視作品。

## 作品

### 短片
- 2004年《鬼印》
  - 台灣第四屆purely16純16影展邀展
  - 日本東京short shorts film短片影展入圍
  - 韓國MGFF漢城短片影展邀展
  - 第一屆全國大專數位影音聯展邀展
  - 新唐人電視臺網路影音大賽，正選
  - 春天吶喊電影節影音展 入圍
- 2005年《靠近》
  - 2006斯洛伐克FILOFEST影展非競賽單元 入圍
  - 2007第九屆台北電影節台北電影獎最佳劇情片入圍
  - 非洲Golden lion film festival邀展
  - 洛杉磯The Int'l Fest of Cinema and Technology Festival官方競賽類入圍
  - 法國 13th Lyon Asian Film Festival邀展
  - 台北影視節 影視新銳競賽類第三名
- 2007年《夢the other 50% of life》
  - 2007台灣教育部教育影展最佳劇情片入圍
  - 2008 法國福爾摩沙台灣電影節 入圍
  - 2011誠品七年級,站起來 影像展
- 2007年《LSD》
- 2009年《大雨》
  - 2009 金馬影展邀展[台灣短打]Made In Taiwan單元
  - 2010 14th韓國富川奇幻影展官方短片類入圍

### 電影
- 《絕命派對》（2009年）
  - 2009 13th韓國富川奇幻影展Puchon choice官方競賽片入圍
  - 2009 德國亞洲影展asia film fest邀展
  - 2010比利時布魯塞爾奇幻影展官方競賽片
- 《靠近》（2014年）曾入圍第九屆台北電影節
- 《完全男生手冊》（2016年）
- 《脫單告急》（2018年）
- 《打噴嚏》（2020年）
- 《咒》（2022年）

#### 未來計畫拍攝電影
- 《醃》
- 《困》
- 《幹》
- 《偶》
- 《葬》

### 微電影
2012年
- 《末日過後》

- 《率性生活之末日逆襲》
  - 入圍台北電影節競賽類長片

- 《漫畫少女小確幸》共同導演 鄭宏章

- 任賢齊“神魔人”世界巡迴演唱會 微電影《神魔人大賽》

2013年
- S.H.E 《2gether 4ever世界巡迴演唱會》 微電影
- JJ Lin 林俊傑“時線” 世界巡迴演唱會 微電影

2014年
- S.H.E 《2gether 4ever世界巡迴演唱會》安可場 微電影
- 《成人記2》

2015年
- JJ Lin 林俊傑“時線：新地球”世界巡迴演唱會 微電影
- 男人幫 演唱會 微電影

### 廣告
2015 
- 《劍湖山鼓動財神新春福氣篇》[4]
- 《天龍八部3D 》 （代言人：古天樂）[5]
- 《【燦坤快3 空調五心】麻將篇 》[6]
- 《【燦坤快3 空調五心】放鳥篇》[7]
- 《【燦坤快3 空調五心】打雷篇》[8]
- 《【燦坤快3 空調五心】案發現場篇》[9]
- 《笑傲江湖手機版》 （代言人：張鈞甯）[10]
- 《泰山台灣花生湯》[11]
- 《第一神劍》（代言人：金鐘國）[12]
- 《劍俠情緣》（代言人：顏正國）[13]

### 音樂錄影帶(Music Video)
| 歌曲名稱                  | 演唱者      | 收錄專輯            | 首播日期       | 頻道                               | 附註             |
| ------------------------- | ----------- | ------------------- | -------------- | ---------------------------------- | ---------------- |
| 小世界的女王              | 蔡孟臻      | 我們都一樣          | 2010年1月19日  | 喜國娛樂Youtube頻道                |                  |
| Don't be quiet            | 蔡孟臻      | 我們都一樣          | 2010年4月1日   | 喜國娛樂Youtube頻道                |                  |
| 我們都一樣                | 蔡孟臻      | 我們都一樣          | 2010年4月1日   | 喜國娛樂Youtube頻道                |                  |
| 留在這首                  | 蔡孟臻      | 我們都一樣          | 2010年4月1日   | 喜國娛樂Youtube頻道                |                  |
| 永遠的承諾                | 許雅涵      | 永遠的承諾          | 2013年1月23日  | 飄兒音樂 Youtube頻道               |                  |
| 天使之戀                  | 許雅涵      | 永遠的承諾          | 2013年1月23日  | 飄兒音樂 Youtube頻道               |                  |
| YA DA DI                  | 許雅涵      | 永遠的承諾          | 2013年1月23日  | 飄兒音樂 Youtube頻道               |                  |
| 碎玻璃                    | 許雅涵      | 永遠的承諾          | 2013年1月23日  | 飄兒音樂 Youtube頻道               |                  |
| 蠅                        | 許哲珮      | 雪人                | 2010年2月11日  | peggyhsutv Youtube頻道             | 台灣首支3D MV    |
| 想起你的好                | 李建衡      | 想起你的好          | 2010年5月3日   |                                    |                  |
| 我們國父                  | 中山路100號 | 中山路100號         | 2011年6月27日  | yahootopic Youtube頻道             |                  |
| 大人物                    | 中山路100號 | 中山路100號         | 2011年7月21日  | yahootopic Youtube頻道             |                  |
| 不要停                    | 中山路100號 | 中山路100號         | 2011年9月11日  | yahootopic Youtube頻道             |                  |
| 幸福額度                  | 蘇打綠      | 你在煩惱什麼        | 2011年9月19日  | 蘇打綠 sodagreen Youtube頻道       |                  |
| 然後,我們懂了             | 子安聖皓    | 然後,我們懂了       | 2011年9月22日  | 喜國娛樂Youtube頻道                |                  |
| 奇幻精品店                | 許哲珮      | 奇幻精品店          | 2011年10月29日 | peggyhsutv Youtube頻道             |                  |
| When You Are in Love      | 許哲珮      | 奇幻精品店          | 2011年10月29日 | peggyhsutv Youtube頻道             |                  |
| 該死的高跟鞋              | 許哲珮      | 奇幻精品店          | 2011年11月8日  | peggyhsutv Youtube頻道             |                  |
| 定義完美                  | 子安聖皓    | 然後,我們懂了       | 2011年11月21日 | 喜國娛樂Youtube頻道                |                  |
| 非關愛情                  | 蔡孟臻      | 非關愛情            | 2012年1月1日   | 喜國娛樂Youtube頻道                |                  |
| 來一場大冒險              | 蔡孟臻      | 非關愛情            | 2012年2月7日   | 喜國娛樂Youtube頻道                |                  |
| 別人的天長地久            | 梁靜茹      | 燕尾蝶 下定愛的決心 | 2012年5月6日   | 滾石唱片Youtube頻道                |                  |
| 東區東區                  | 八三夭      | 最後的8/31          | 2012年5月16日  | 相信音樂Youtube頻道                |                  |
| 迷路的詩                  | 阿超        | 祝_旅途愉快         | 2012年7月5日   | 喜國娛樂Youtube頻道                | 共同導演：蔡佳穎 |
| 任性                      | 任賢齊      | 不信邪              | 2012年9月24日  | 相信音樂Youtube頻道                |                  |
| 離開昨天                  | 周傳雄      | 打擾愛情            | 2012年11月6日  | 種子音樂有限公司 Youtube頻道       |                  |
| 黑天鵝                    | 許慧欣      | 欣·進化             | 2012年12月25日 | eVonneOfficial Youtube頻道         |                  |
| 一個人唱歌                | 許慧欣      | 欣·進化             | 2013年1月14日  | eVonneOfficial Youtube頻道         |                  |
| 村上的貓                  | 黃鴻升      | 超有感              | 2013年6月5日   | 滾石唱片 Youtube頻道               |                  |
| 副歌別再那麼動人          | 明道        | 失戀美學            | 2013年12月9日  | 明道 Youtube頻道                   |                  |
| 明明愛你                  | 林凡        | 歲月這把刀          | 2014年3月28日  | 滾石唱片 Youtube頻道               |                  |
| 不將就                    | 東南        | 不將就              | 2014年4月23日  | 奇大音樂 Youtube頻道               |                  |
| 發發發                    | 浩角翔起    | 發發發狂想曲        | 2014年4月24日  | atimeagent Youtube頻道             |                  |
| 偏執面                    | 張惠妹      | 偏執面              | 2014年8月10日  | 聲動娛樂 Youtube頻道               |                  |
| 在你耳邊說                | 周興哲      | 學著愛              | 2014年12月30日 | Eric周 興哲 Youtube頻道            |                  |
| 生生                      | 林俊傑      | 新地球              | 2015年5月14日  | JJ Lin 林俊傑 Official Youtube頻道 |                  |
| A摟V                      | 信          | 反正我信了          | 2015年6月2日   | 華研國際 Youtube頻道               | 共同導演：蔡佳穎 |
| 夢什麼想                  | 信          | 反正我信了          | 2015年7月16日  | 華研國際 Youtube頻道               | 共同導演：蔡佳穎 |
| 物質生活 My Material Life | HUSH        | 機會與命運 Monopoly | 2016年1月6日   | republicTW Youtube頻道             |                  |
| 大叔UNCLE                 | MATZKA      | 東南美              | 2016年1月6日   | Matzka Youtube頻道                 |                  |
| 金都男 what the heck!     | 信          | 大爺門              | 2017年3月17日  | 華研國際 Youtube頻道               | 共同導演：蔡佳穎 |

## 獎項紀錄
| 年份   | 頒獎典禮              | 獎項         | 作品         | 結果 |
| ------ | --------------------- | ------------ | ------------ | ---- |
| 2011年 | 第11屆台北電影獎      | 最佳剪輯     | 那一夜的正義 | 獲獎 |
| 2022年 | 第24屆台北電影獎      | 最佳導演     | 咒           | 提名 |
| 2022年 | 第59屆金馬獎          | 最佳劇情片   | 咒           | 提名 |
| 2022年 | 第59屆金馬獎          | 最佳導演     | 咒           | 提名 |
| 2022年 | 第59屆金馬獎          | 最佳原著劇本 | 咒           | 提名 |
| 2022年 | 第59屆金馬獎          | 最佳剪輯     | 咒           | 獲獎 |
| 2022年 | GQ年度風格大賞        | 年度最佳導演 | 咒           | 獲獎 |
| 2023年 | 第4屆台灣影評人協會獎 | 最佳影片     | 咒           | 提名 |
| 2023年 | 第4屆台灣影評人協會獎 | 最佳導演     | 咒           | 提名 |
| 2023年 | 第4屆台灣影評人協會獎 | 最佳劇本     | 咒           | 提名 |

## 外部連結
- 柯孟融的新浪微博
- 柯孟融在互联网电影资料库（IMDb）上的資料（英文）
- 在AllMovie上柯孟融的頁面（英文）
- 柯孟融在香港影庫上的簡介
- 柯孟融在豆瓣上的资料（简体中文）
- 柯孟融在时光网上的簡介（简体中文）
- 柯孟融在台灣電影網上的資料（繁體中文）